# Liste der Museen in Frankreich
Die Liste der Museen in Frankreich umfasst derzeit (Stand: September 2015) 1315 Institutionen in 877 Orten. Grundlage ist die von der Regierung geführte Liste, das Répertoire des musées français.

## A
- Abbeville Musée Boucher de Perthes

- Agde Musée Agathois
  - Musée de l'Ephèbe

- Agen Musée des Beaux-Arts

- Aiguilles Musée du vieux Queyras

- Aiguines Musée des tourneurs

- Aime-en-Tarentaise Musée archéologique et minéralogique Pierre Borrione

- Aix-en-Provence
  - Atelier Cézanne
  - Musée des Tapisseries d'Aix-en-Provence
  - Musée du Parlement de Provence et du Vieil Aix
  - Musée du Pavillon de Vendôme-Dobler
  - Musée Granet
  - Musée Paul Arbaud
  - Muséum d'histoire naturelle

- Aix-les-Bains Musée archéologique
  - Musée du Docteur Faure

- Ajaccio Musée national de la Maison Bonaparte
  - Musée-Palais Fesch

- Alaincourt La Maison de Marie-Jeanne

- Albertville Musée d'art et d'histoire

- Albi Musée Toulouse-Lautrec

- Alençon Musée des Beaux-Arts et de la Dentelle

- Aléria Musée départemental Jérôme Carcopino d'Aléria

- Alès Musée-Bibliothèque Pierre-André Benoît
  - Musée Municipal du Colombier

- Alise-Sainte-Reine Musée Alésia

- Allemont Conservatoire des Industries Hydroélectriques

- Allevard Musée Jadis-Allevard

- Altkirch Musée Sundgauvien

- Ambierle Musée Alice Taverne

- Amboise Musée de la poste
  - Musée de l'Hôtel de ville

- Ambrières-les-Vallées Musée des tisserands mayennais

- Amiens Musée de l'Hôtel de Berny
  - Musée de Picardie
  - Muséum d'histoire naturelle

- Amplepuis Musée Barthélemy Thimonnier de la Machine à coudre et du Cycle

- Andillac Château-musée du Cayla

- Angers Galerie David d'Angers
  - Musée des Beaux-Arts
  - Musée du Génie
  - Musée Jean Lurçat et de la tapisserie contemporaine
  - Musée Pincé
  - Muséum des Sciences Naturelles

- Angoulême Musée de la bande dessinée et centre national de la bande dessinée et de l'image
  - Musée de La Société Archéologique et Historique de La Charente d'Angoulême
  - Musée des Beaux-Arts
  - Musée du Papier „Le Nil“

- Annecy Musée-château

- Annonay Musée Vivarois César Filhol

- Antibes Musée d'Archéologie
  - Musée Picasso Antibes

- Anzin Musée Théophile Jouglet

- Aoste Musée gallo-romain

- Apt Musée d'Histoire et d'Archéologie
  - Musée de l’Aventure Industrielle

- Arbois La Maison de Louis Pasteur
  - Musée de la Vigne et du Vin
  - Musée Sarret de Grozon

- Argenteuil Musée d'Argenteuil

- Argentine Musée du Félicien

- Argenton-sur-Creuse Musée de la Chemiserie et de L'Elégance Masculine

- Arlanc Musée de la dentelle

- Arles Musée Camarguais d'Arles
  - Musée de l'Arles Antique
  - Musée Réattu
  - Museon Arlaten

- Arras Musée des Beaux-Arts

- Arromanches Musée du débarquement

- Artenay Musée du Théâtre Forain et de l'Archéologie

- Arudy Musée municipal

- Aubagne Musée de la Légion Etrangère d'Aubagne

- Aubin Musée de la Mine Lucien-Mazars

- Aubusson Cité internationale de la tapisserie (vormals Musée départemental de la Tapisserie)
  - Centre culturel et artistique Jean Lurçat

- Auch Musée d'Auch

- Aumetz Musée des mines de fer

- Auneuil Musée de la Céramique Architecturale

- Aurignac Musée de préhistoire

- Aurillac Musée d'Art et d'Archéologie
  - Muséum des volcans

- Autun Musée des Anciens Enfants de Troupe
  - Musée Lapidaire Saint-Nicolas
  - Musée Rolin
  - Musée Verger Tarin
  - Muséum d'histoire naturelle

- Auvillar Musée du Vieil Auvillar

- Auxerre Musée-Abbaye Saint-Germain
  - Musée d'Histoire Naturelle
  - Musée Leblanc-Duvernoy

- Auxonne Musée Bonaparte

- Avallon Musée de l'Avallonnais

- Avesnes-sur-Helpe Musée de La Société Archéologique d'Avesnes-sur-Helpe

- Avignon Musée Calvet
  - Musée du Petit Palais
  - Muséum Esprit Requien

- Avranches Le Scriptorial, musée des manuscrits du mont Saint-Michel
  - Musée d'art et d'histoire d'Avranches

- Azay-le-Ferron Château musée

## B
- Bagnères-de-Bigorre Musée bigourdan du vieux moulin
  - Musée d'histoire naturelle
  - Musée Saliès

- Bagnères-de-Luchon Musée du Pays de Luchon

- Bagnols-sur-Cèze Musée Albert André
  - Musée Archéologique Léon-Alègre

- Bailleul Musée Benoît-de-Puydt de Bailleul

- Barbizon Musée de l'Ecole de Barbizon Auberge Ganne

- Barcelonnette Musée de la vallée

- Barentin Musée Municipal

- Barenton Maison de la Pomme et de la Poire

- Bar-le-Duc Musée Barrois

- Barr Musée de la Folie Marco

- Bar-sur-Aube Musée municipal

- Basse-Terre Musée de l'histoire de la Guadeloupe

- Bastia Musée d'Ethnographie Corse

- Batz-sur-Mer Musée des Marais Salants

- Baugé Musée d'art et d'histoire

- Baume-les-Messieurs Musée de l'artisanat jurassien

- Bavay Musée archéologique

- Bayeux
  - Musée Baron Gérard
  - Musée de la Tapisserie de Bayeux

- Bayonne Musée Basque et de l'Histoire de Bayonne
  - Musée Léon Bonnat
  - Muséum d'histoire naturelle

- Bazeilles Musée de la Dernière Cartouche

- Beaucaire Musée Municipal Auguste Jacquet

- Beaucourt Musée Frédéric Japy

- Beaufort-en-Vallée Musée Joseph Denais

- Beaugency Musée Régional de l’Orléanais

- Beaujeu Musée Marius Audin – musée des Traditions Populaires

- Beaulon Musée rural de la Sologne bourbonnaise

- Beaumont-en-Auge Musée Langlois

- Beaune Musée des Beaux-Arts et Musée Marey
  - Musée du Vin de Bourgogne

- Beauvais Musée départemental de l’Oise

- Belfort Musée d’Art et d’Histoire
  - Musée d’Art Moderne „Cabinet d’un amateur en hommage à Daniel-Henry Kahnweiler“

- Berck-sur-Mer Musée d’Opale-Sud – Berck-sur-Mer

- Bergerac Musée du Tabac

- Bergues Musée du Mont-de-Piété

- Bernay Musée Municipal

- Béruges Musée archéologique et historique

- Besançon Musée Comtois
  - Musée de la Résistance et de La Déportation
  - Musée des Beaux-Arts et d’Archéologie
  - Musée du Temps
  - Muséum d'histoire naturelle

- Béthune Musée régional d'ethnologie du Nord-Pas-de-Calais

- Betschdorf Musée de La Poterie

- Béziers Musée des beaux-arts
  - Musée du Biterrois
  - Museum d'histoire naturelle

- Biarritz Musée historique
  - Musée Asiatica

- Biesheim Musée Gallo-Romain

- Bièvres Musée Français de la Photographie

- Biot Musée d'Histoire et de Céramique Biotoise
  - Musée national Fernand Léger de Biot

- Biscarrosse Musée de l'Hydraviation

- Blain Musée des Arts et Traditions Populaires de Blain

- Blanzy Musée de la Mine et des Hommes

- Blasimon Musée Municipal

- Blaye Musée d'Art et d'Histoire du Pays Blayais

- Blérancourt Musée franco-américain du château de Blérancourt

- Blois Château et Musées de Blois
  - Maison de la magie
  - Muséum d'Histoire Naturelle

- Bonneval Musée bonnevallais

- Bordeaux
  - CAPC Musée d'Art Contemporain
  - Centre National Jean Moulin
  - Musée d'Aquitaine
  - Musée des Arts Décoratifs
  - Musée des Beaux-Arts
  - Musée d'Ethnographie de Bordeaux 2 – Université Victor Segalen
  - Musée Goupil, Conservatoire de l'Image Industrielle
  - Musée national des douanes
  - Muséum d'Histoire naturelle

- Bormes-les-Mimosas Musée des arts et d’histoire

- Bouchain Musée de l'Ostrevant

- Bougon Musée des Tumulus de Bougon

- Boulogne-Billancourt Musée départemental Albert Kahn
  - Musée des années 1930
  - Musée-jardin Paul Landowski

- Boulogne-sur-Mer Chateau-musée
  - Muséum d'histoire naturelle

- Bourbon-Lancy Musée Saint-Nazaire

- Bourbonne-les-Bains Musée Municipal d'Archéologie et de Peinture

- Bourdeilles Château de Bourdeilles

- Bourg-en-Bresse Conservation départementale de l'Ain
  - Musée de Brou

- Bourges Musée de l'Ecole de Bourges
  - Musée de l'Hôtel Lallemant
  - Musée des Meilleurs Ouvriers de France
  - Musée du Berry
  - Musée Estève
  - Muséum d'Histoire Naturelle

- Bourgneuf-en-Retz Musée du Pays de Retz de Bourgneuf-en-Retz Musée de Bourgneuf

- Bourgoin-Jallieu Musée de Bourgoin-Jallieu

- Bourg-Saint-Maurice Musée du Costume

- Bourg-sur-Gironde Musée de la Voiture à Cheval

- Bourneville Maison des Métiers

- Boussy-Saint-Antoine Musée Dunoyer de Segonzac

- Bouxwiller Musée de Bouxwiller et du Pays de Hanau

- Bouzigues Musée de l'Etang de Thau

- Brantôme Musée Fernand Desmoulins

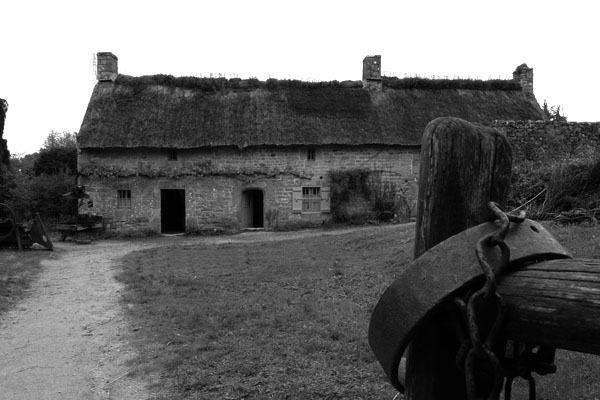
Écomusée de Saint-Dégan, 2006

- St-Dégan Écomusée de Saint-Dégan, Brech (Morbihan)

- Bressuire Musée municipal

- Brest Musée-Château National de La Marine
  - Musée des Beaux-Arts

- Breteuil Musée archéologique de la région de Breteuil

- Bricquebec Musée du vieux château

- Brienne-le-Château Musée Napoléon 1er et Trésors des Eglises

- Brignoles Musée du pays brignolais

- Briord Musée de la Société d'Histoire et d'Archéologie de Briord

- Brive-la-Gaillarde Musée Labenche d'Art et d'Histoire

- Brunoy Musée Municipal

- Bry-sur-Marne Musée Adrien Mentienne

- Buffon Musée de la sidérurgie en Bourgogne Nord

## C
- Cabrerets Musée de Préhistoire

- Caen cedex 4 Le Mémorial de Caen – L'Histoire pour la Paix
  - Musée de la poste et des Techniques de Communication
  - Musée de la Société des antiquaires
  - Musée de Normandie
  - Musée des Beaux-Arts de Caen
  - Musée d'initiation à la nature

- Cagnes-sur-Mer Château-Musée Grimaldi
  - Musée Renoir (musée du souvenir)

- Cahors Musée de Cahors – Henri Martin

- Calais Musée des Beaux-Arts et de la Dentelle

- Cambo-les-Bains Musée Arnaga – Demeure d'Edmond Rostand

- Cambrai Musée diocésain d'art sacré
  - Musée Municipal

- Cannes Musée de La Castre
  - Musée de La Mer

- Carcassonne Musée des Beaux-Arts

- Carnac Musée de Préhistoire – James Miln – Zacharie Le Rouzic

- Carpentras Musée Comtadin – Duplessis
  - Musée lapidaire et archéologique
  - Musée Sobirats

- Cassel Musée d'Art et d'Histoire de Cassel

- Cassis Musée Municipal Méditerranéen

- Castelnaudary Musée archéologique du Lauragais

- Castres
  - Musée Goya
  - Musée Jean-Jaurès

- Caudebec-en-Caux Maison des templiers
  - Musée de la Marine de Seine

- Cavaillon Musée Archéologique – Hôtel Dieu
  - Musée Jouve
  - Musée Juif Comtadin

- Cayenne Musée départemental Alexandre Franconie
  - Musée des cultures guyanaises

- Céret Musée d'Art Moderne

- Cérilly Musée Charles-Louis Philippe

- Cerisy-la-Forêt Musée de l'Abbaye

- Cernay Musée de la Porte de Thann

- Châlons-en-Champagne Musée des Beaux-Arts et d'Archéologie
  - Musée Garinet
  - Musée Schiller et Goethe

- Chalon-sur-Saône Musée Nicéphore Niépce
  - Musée Vivant Denon

- Chambéry Musée des Beaux-Arts
  - Musée des Charmettes – Maison Jean-Jacques Rousseau
  - Musée Savoisien
  - Muséum d'histoire naturelle

- Chamonix Mont-Blanc Musée Alpin de Chamonix

- Champagnole Musée archéologique

- Champigny-sur-Marne Musée de la Résistance Nationale

- Champlitte Musée départemental Albert Demard

- Chantilly
  - Musée Condé
  - Musée du Cheval

- Charavines Musée-parc archéologique du lac de Paladru

- Charleville-Mézières Musée de l'Ardenne
  - Musée Rimbaud

- Charlieu Musée de la Soierie
  - Musée Hospitalier

- Charolles Musée du Prieuré
  - Musée René Davoine

- Chartres Conservatoire de l'Agriculture
  - Musée de Chartres
  - Musée Picassiette
  - Muséum des Sciences Naturelles et de Préhistoire

- Châteaubriant Musée municipal

- Château-Chinon Musée du Costume
  - Musée du Septennat

- Château-du-Loir Musée municipal

- Châteaudun Musée des Beaux-Arts et d'Histoire Naturelle

- Château-Gontier Musée d'Art et d'Archéologie Hôtel Fouquet

- Châteaumeillant Musée Emile Chenon

- Châteauneuf-de-Randon Musée du Guesclin

- Châteauneuf-sur-Loire Musée de la Marine de Loire

- Châteauponsac Musée d'Histoire et d'Archéologie René Baubérot

- Châteauroux Musée Bertrand

- Château-Thierry Musée Jean de La Fontaine

- Châtellerault Musée de l'auto, de la moto et du vélo
  - Musée Municipal

- Châtillon-Coligny Musée de l'Ancien Hôtel-Dieu

- Châtillon-sur-Seine Musée du Châtillonnais

- Chatou Musée Fournaise

- Chaumont-en-Vexin Musée Pillon

- Chaumont Maison du Livre et de l'affiche
  - Musée d'Art et d'Histoire

- Chauny Musée de Chauny

- Chauvigny Espace d'Archéologie industrielle du Donjon de Gouzon
  - Musée des Traditions Populaires et d'Archéologie

- Chazelles-sur-Lyon Musée du Chapeau

- Chelles Musée Alfred Bonno

- Cherbourg-Octeville Musée de la Libération
  - Musée Thomas-Henry
  - Muséum Emmanuel-Liais

- Chilhac Musée de paléontologie

- Chinon Musée du vieux Chinon

- Cholet Musée d'Art et d'Histoire
  - Musée de la Goubaudière
  - Musée du Textile

- Civray Musée municipal

- Clamart Fondation Arp

- Clamecy Musée d'Art et d'Histoire Romain Rolland

- Clermont-Ferrand Musée Bargoin
  - Musée d'Art Roger-Quilliot
  - Musée d'Histoire Naturelle Henri Lecoq

- Cluny Musée d'Art et d'Archéologie

- Cognac Musée des arts du Cognac
  - Musée Municipal

- Collioure Musée d'Art Moderne Fonds Peské

- Colmar Musée Bartholdi
  - Musée d'Unterlinden
  - Musée d’Histoire Naturelle et d’Ethnographie de Colmar

- Colombes Musée des transports urbains, interurbains et ruraux
  - Musée Municipal d'Art et d'Histoire

- Commana Ecomusée des Monts d'Arrée – Kerouat

- Commercy Musée Municipal
  - Musée de la céramique et de l’ivoire de Commercy

- Compiègne Musée de la Figurine Historique
  - Musée Municipal Antoine Vivenel
  - Musée national de la Voiture et du Tourisme
  - Musée national du Château

- Concarneau Musée de la Pêche

- Conches-en-Ouche Musée du Verre, de la Pierre et du Livre

- Condom Musée de l'Armagnac

- Conflans-Sainte-Honorine Musée de la Batellerie

- Conques Musée Joseph Fau

- Cordes-sur-Ciel Musée Charles Portal – histoire et patrimoine

- Corte Musée de la Corse

- Cosne-sur-Loire Musée de La Loire Moyenne

- Cossé-le-Vivien Musée Robert Tatin

- Coulommiers Musée municipal des Capucins

- Coupvray Maison Natale de Louis Braille

- Courbevoie Musée des travaux publics
  - Musée Roybet Fould

- Coutances Musée Quesnel-Morinière

- Cravant-les Coteaux La Vieille Eglise

- Crécy-la-Chapelle Musée municipal

- Creil Maison Gallé-Juillet

- Crépy-en-Valois Musée du Valois et de l'Archerie

- Creysse Musée Aquarium

- Cucuron Musée Marc Deydier

- Cuiseaux Le Vigneron et sa Vigne

- Cuisiat Musée du Revermont

## D
- Dax Musée de Borda
  - Musée de l'Aviation Légère de l'Armée de Terre de Dax

- Decazeville Musée de géologie Pierre Vetter

- Denain Musée d'Archéologie et d'histoire locale

- Deneuvre Musée Les Sources d'Hercule

- Descartes Musée Descartes

- Desvres Musée de la Céramique de Desvres

- Die Musée d'Histoire et d'Archéologie

- Dieppe Château-Musée

- Dieppedalle-Croisset Pavillon Flaubert de Canteleu

- Digne-les-Bains Musée Gassendi

- Dijon Musée archéologique
  - Musée d'art sacré
  - Musée de la vie bourguignonne Perrin de Puycousin
  - Musée des Beaux-Arts
  - Musée Magnin
  - Musée Rude
  - Muséum d'Histoire Naturelle

- Dinan Maison d'artiste de La Grande Vigne
  - Musée du Château

- Dole Musée des Beaux-Arts

- Domme Musée Paul Reclus

- Douai Musée de la Chartreuse

- Douarnenez Le Port-Musée

- Doullens Musée Lombart

- Dourdan Musée du Château de Dourdan

- Draguignan Musée de L'Artillerie
  - Musée de la société d’études scientifiques et archéologiques
  - Musée des arts et traditions populaires de Moyenne Provence
  - Musée Municipal

- Dreux Musée d'Art et d'Histoire Marcel Dessal

- Dunkerque Musée d'Art Contemporain
  - Musée des Beaux-Arts
  - Musée Portuaire

## E
- Eauze Musée Archéologique – Le Trésor

- Echirolles Musée de la viscose
  - Musée Géo-Charles

- Ecouen Musée de la Renaissance – château d'Ecouen

- Elbeuf-sur-Seine Musée d’Elbeuf

- Epernay Musée Municipal

- Epinal Musée de l'Image
  - Musée départemental d'Art Ancien et Contemporain

- Équeurdreville-Hainneville Musée municipal

- Ermont Musée des Arts et Traditions Populaires

- Ernée Musée Municipal

- Escaudain Musée municipal

- Esnandes Musée de la mytiliculture

- Espalion Musée des moeurs et coutumes, musée du Rouergue
  - Musée Joseph Vaylet
  - Musée du Scaphandre

- Estivareilles Musée d'Histoire du XXe siècle, résistance et déportation

- Etampes Musée Municipal

- Étaples Musée Quentovic

- Étueffont Forge-Musée d'Etueffont

- Eu Musée Louis-Philippe

- Evreux Musée d'Evreux – Ancien Evêché

## F
- Faymoreau-Les-Mines Centre Minier de Faymoreau

- Fécamp Musée des Arts et de l'Enfance
  - Musée des Terre-Neuvas et de la Pêche

- Ferrières Musée du protestantisme en Haut-Languedoc

- Feurs Musée d'archéologie

- Figeac Musée Champollion
  - Musée du vieux Figeac

- Fixin Musée Noisot

- Flers Musée du château

- Foix Musée départemental de l'Ariège

- Fontainebleau Musée napoléonien d'art et d'histoire militaire
  - Musée national des Prisons
  - Musée national du Château

- Fontaine-Chaalis Abbaye Royale de Chaalis-Musée Jacquemart-André

- Fontaine-de-Vaucluse Musée-Bibliothèque François Pétrarque

- Fontenay-le-Comte Musée Vendéen de Fontenay-Le-Comte

- Fontvieille Musée Alphonse Daudet

- Forcalquier Musée municipal

- Fort-de-France (Martinique) Musée d'Archéologie Précolombienne et de Préhistoire de La Martinique

- Fort-de-France Musée Régional d'Histoire et d'Ethnologie
  - Muséum

- Fougerolles Ecomusée du Pays de la Cerise

- Fouras Musée Régional de Fouras

- Fourmies Ecomusée de l'Avesnois

- Fréjus Musée Archéologique Municipal
  - Musée des Troupes de Marine de Fréjus

- Fresnes Ecomusée de Fresnes

- Frontignan Musée municipal

## G
- Gaillac Musée des Arts et Traditions populaires
  - Musée des Beaux-Arts
  - Muséum d'histoire naturelle Philadelphe Thomas

- Gannat Musée municipal Yves Machelon

- Gap Musée Muséum départemental des Hautes-Alpes

- Garein Graine de Forêt – Parcours découverte

- Gertwiller Musée du pain d'épices et de l'art populaire alsacien

- Gien Musée International de la Chasse

- Givet Musée

- Grand-Bourg Ecomusée de Marie-Galante

- Granville Musée Christian Dior
  - Musée d'Art Moderne Richard Anacréon
  - Musée du vieux Granville

- Grasse Musée d'Art et d'Histoire de Provence
  - Musée International de la Parfumerie
  - Villa-Musée Jean-Honoré Fragonard

- Gravelines Musée du Dessin et de l'Estampe Originale

- Gravelotte Musée départemental de la guerre de 1870 et de l’annexion

- Gray Musée Baron Martin

- Gréasque Pôle Historique Minier – Puits Hély d'Oissel

- Grenoble Musée de Grenoble
  - Musée Archéologique Saint-Laurent de Grenoble
  - Musée Dauphinois
  - Musée de l'Ancien Évêché
  - Musée de la Résistance et de la Déportation (Grenoble)
  - Musée des Troupes de Montagne
  - Musée Stendhal
  - Museum d'Histoire Naturelle

- Grézolles Musée historial

- Grignan Musée départemental – Château de Grignan

- Grisolles Musée des Arts et Traditions Populaires Calbet de Grisolles

- Guebwiller Musee du Florival

- Guérande Musée du Pays de Guérande

- Guéret Musée d'Art et d'Archéologie de Guéret

- Guer Musée du Souvenir des Ecoles de Saint-Cyr Coëtquidan

- Guétary Musée Municipal Saraleguinea

- Guiry-en-Vexin Musée Archéologique départemental du Val d'Oise

- Guise Musée du Familistère

## H
- Haguenau Musée Alsacien
  - Musée Historique
  - Musée du Bagage

- Harfleur Musée du Prieuré

- Harnes Musée d'histoire et d'Archéologie

- Hastingues Musée départemental d'Archéologie

- Hazebrouck Musée municipal

- Hendaye Château-Musée d'Antoine d'Abbadia

- Hérépian Musée de la Cloche et de Sonnaille

- Hières-sur-Amby Maison du Patrimoine de Hières-sur-Amby

- Hirson Musée-Centre de Documentation Alfred Desmasures

- Honfleur Musée de la Marine
  - Musée d'Ethnographie et d'Art Populaires
  - Musée Eugène Boudin

- Huningue Musée Historique et Militaire

- Hyères Musée municipal

## I
- Ile d'Aix Musée national Africain de L'Ile d'Aix
  - Musée national Napoléonien de L'Ile d'Aix

- Ile de Groix Ecomusée de l'Ile de Groix

- Illiers-Combray Musée Marcel Proust

- Inzinzac-Lochrist Ecomusée Industriel des Forges d'Inzinzac-Lochrist

- Issoudun Musée de l'Hospice Saint-Roch

- Issy-les-Moulineaux Musée Français de La Carte à Jouer

- Istres Musée archéologique intercommunal

- Izernore Musée archéologique

## J
- Jarville-la-Malgrange Musée de l'Histoire du Fer

- Jouy-en-Josas Musée de la Toile de Jouy

- Jublains Musée Archéologique

## K
- Kaysersberg Musée d'Histoire Locale

- Kientzheim Musée d'Histoire Locale

## L
- La Barre de Monts Centre de Découverte du Maraîs Breton Vendéen de La Barre de Monts

- Labastide-Murat Musée Murat

- Labastide-Rouairoux Ecomusée de la Montagne Noire

- La Chaize-le-Vicomte Musée ornithologique Charles-Payraudeau

- La Charité-sur-Loire Musée Municipal

- La Châtre Musée George Sand et de la Vallée Noire

- La Ciotat Musée Ciotaden

- La Côte-Saint-André Musée Hector Berlioz

- La Couture-Boussey Musée des Instruments à Vent -

- La Fère Musée Jeanne d'Aboville

- La Ferté-Macé Musée du Jouet

- Lagarde  Musée Jean Aicard / Paulin-Bertrand[2]

- Lagny-sur-Marne Musée Gatien Bonnet

- La Haye-de-Routot Musée du Sabotier

- L’Aigle Musée Archéologique

- L’Alpe d’Huez Musée d'Huez et de L'Oisans

- La Machine Musée de La Mine – La Machine

- Lamballe Musée Mathurin-Méheut

- Lambesc Musée folklorique du vieux Lambesc

- La Mure Musée Matheysin

- Laneuveville Musée du Château de Montaigu

- Langé Musée de géologie et paléontologique

- Langres Musée d'Art et d'Histoire
  - Musée du Breuil Saint-Germain

- Laon Musée d'Art et d'Archéologie

- La Petite-Pierre Musée du Sceau Alsacien

- La Réole Musée Municipal

- La Rochelle Musée des Beaux-Arts
  - Musée d'Orbigny Bernon
  - Musée du Nouveau Monde
  - Musée Protestant
  - Muséum d'Histoire Naturelle

- La Roche-sur-Yon Musée Municipal

- La Seyne-sur-Mer Musée Balaguier

- Lastours Musée municipal

- La Tronche Musée Hébert

- Lattes Musée Archéologique Henri Prades

- Laval Musée des sciences
  - Musée d’Art naïf et d’Arts singuliers

- La Varenne-Saint-Hilaire Musée de Saint-Maur – Villa Médicis

- Lavaudieu Musée des arts et traditions populaires

- Lavaur Musée du Pays Vaurais

- Lavelanet Musée du textile et du peigne en corne

- Le Blanc Ecomusée de la Brenne

- Le Bourget Musée de l'Air et de l'Espace

- Le Cateau-Cambrésis Musée Matisse – Musée départemental du Cateau-Cambrésis

- Le Creusot Ecomusée du Creusot-Montceau-Les-Mines

- Lectoure Musée Archéologique

- Le Grand Pressigny Musée départemental de Préhistoire

- Le Haut-du-Them Musée départemental de La Montagne

- Le Havre Musée de l'Ancien Havre
  - Musée d’art moderne André Malraux
  - Musée du Prieuré de Graville
  - Musée Maison de l'Armateur
  - Muséum d'histoire naturelle

- Le Mans Musée de la Reine Bérengère
  - Musée de Tessé
  - Musée Vert-Véron de Forbonnais

- Le Mas d'Azil Musée de la préhistoire

- Le Mée-sur-Seine Musée Henri Chapu

- Le Molay-Littry Musée de La Meunerie-Moulin de Marcy
  - Musée de La Mine

- Le Moule Musée Edgar Clerc

- Le Pallet Musée du Vignoble Nantais

- Le Pont de Montvert Ecomusée du Mont-Lozère – PNC.

- Le Puy-en-Velay Musée Crozatier

- Les Andelys Musée Nicolas Poussin

- Les Baux-de-Provence Fondation Louis Jou des Baux-de-Provence
  - Musée d'histoire et d’archéologie des Baux-de-Provence

- Les Eyzies-de-Tayac Musée national de Préhistoire

- Les Lucs-sur-Boulogne Historial de la Vendée

- Les Matelles Musée Municipal de Préhistoire

- Les Sables-d’Olonne Musée de l'Abbaye de Sainte-Croix

- Les Trois-Ilets (Martinique) Musée de La Canne

- Les Vans Musée Archéologique Géologique et Ethnologique des Vans

- Le Touquet Paris-Plage Musée du Touquet Paris-Plage - Édouard Champion

- Lévie Musée de l'Alta Rocca

- Le Vigan Musée Cévenol

- Lewarde Centre Historique Minier

- Lezoux Musée de Céramiques Gallo-Romaines

- Libourne Musée des Beaux-Arts et d'Archéologie
  - Musée historique du vieux Libourne

- Lillebonne Musée Municipal

- Lille Musée de l'Hospice Comtesse
  - Musée des Beaux-Arts
  - Musée d'Histoire Naturelle, de Géologie et d'Ethnographie

- Limoges Musée de la porcelaine Adrien Dubouché
  - Musée Municipal de l'Evêché – Musée de l'Email

- Limoux Musée Petiet

- Liré Musée Joachim Du Bellay

- Lisieux Musée d'Art et d'Histoire

- L’Isle-Adam Musée d'Art et d'Histoire Louis Senlecq

- L'Isle-Jourdain Musée d'Art Campanaire

- Lisle-sur-Tarn Musée Lafage

- - Livry-Gargan Musée municipal

- Loches Maison Lansyer

- Lochieu Musée départemental du Bugey-Valromey

- Lodève Musée Fleury

- Longwy Musée Municipal

- Lons-le-Saunier Musée d'Archéologie du Jura
  - Musée des Beaux-Arts

- Loudun Musée Charbonneau-Lassay

- Louhans „L'Atelier d'un Journal“
  - Musée municipal

- Lourdes Musée Pyrénéen

- Lourmarin Musée Philippe de Girard

- Louveciennes Musée promenade

- Louviers Musée de Louviers

- Louvres ARCHÉA, Archéologie en Pays de France

- Lovagny Musée Léon Marès de Lovagny

- Lunel
  - Musée Médard
  - Musée de la Tour des Prisons

- Lunéville Musée du Château de Lunéville

- Lussac-les-Châteaux Musée de Préhistoire – Raymond Touchard

- Luxeuil-les-Bains Musée de la Tour des Echevins

- Luxey Atelier des Produits Résineux Jacques et Louis Vidal

- Luzech Musée Archéologique „Armand-Viré“

- Luz-Saint-Sauveur Musée municipal

- Lyon Centre d’Histoire de la Résistance et de la Déportation
  - Musée africain
  - Musée d’Art Contemporain
  - Musée de l’Imprimerie
  - Musée des Beaux-Arts
  - Musée des Confluences
  - Musée des Hospices Civils de Lyon – Hôtel-Dieu
  - Musée des sapeurs pompiers de Lyon Rhône
  - Musée des Tissus et des Arts Décoratifs
  - Musée Gadagne
  - Musée gallo-romain

## M
- Mâcon Musée des Ursulines
  - Musée Lamartine

- Magny-les-Hameaux Musée de Port-Royal des Champs

- Maillane Musée Frédéric Mistral

- Maisons-Alfort cedex Musée Fragonard de l'Ecole Nationale Vétérinaire d'Alfort

- Mane Musée de Salagon

- Mantes-la-jolie Musée de l'Hôtel-Dieu

- Marans Musée Capon

- Marchiennes Musée d'Histoire Locale

- Marciac Musée d'histoire naturelle Joseph Abeilhe

- Marcigny Musée de la Tour du Moulin

- Marmande Musée Municipal Albert Marzelles

- Marsac-en-Livradois Musée des pénitents blancs

- Marsal Musée du Sel

- Marseille
  - Cabinet des Monnaies et Médailles
  - Musée Borély
  - Musée Cantini
  - Musée d'Archéologie Méditerranéenne
  - Musée d'Art Contemporain [mac]
  - Musée de la Faïence
  - Musée de la Mode
  - Musée des Arts Africains, Océaniens et Amérindiens
  - Musée des Beaux-Arts
  - Musée des Docks Romains
  - Musée d'Histoire de Marseille
  - Musée du Vieux Marseille
  - Musée Grobet-Labadié
  - Muséum d'Histoire naturelle

- Martainville-Épreville Musée des Traditions et Arts Normands, Schloss Martainville

- Martel Musée de Martel

- Martigues Musée Ziem

- Martres-Tolosane Musée Archéologique

- Marzy Musée Municipal Gautron du Coudray

- Maubeuge Musée Henri Boez

- Maule Musée Victor Aubert

- Mauvezin Musée-château Gaston Phébus

- Mayenne Musée du château

- Mazamet Maison des Mémoires de Mazamet

- Mazan Musée municipal Camille Pautet

- Meaux Musée Bossuet

- Mehun-sur-Yèvre Musée du château Charles VII

- Meisenthal Maison du Verre et du Cristal

- Melun Musée de la Gendarmerie Nationale
  - Musée d’Art et d’Histoire de Melun

- Menat Musée paléontologique

- Mende Musée départemental Ignon-Fabre

- Menton Musée de Préhistoire Régionale
  - Musée des Beaux-Arts
  - Musée Jean Cocteau – Collection Severin Wunderman

- Mer Musée de la Corbillière

- Méru Musée de la Nacre et de la Tabletterie

- Metz La Cour d'Or – Musée de Metz
  - Centre Pompidou-Metz

- Meudon Musée – Atelier Rodin
  - Musée d'Art et d'Histoire de la Ville de Meudon

- Meung-sur-Loire Musée de Meung-sur-Loire

- Mézin Musée du liège et du bouchon

- Millau Musée

- Minerve Musée archéologique

- Mirande Musée des Beaux-Arts

- Mirecourt Musée de La Lutherie et de l'Archèterie

- Modane Le Museobar

- Moirans-en-Montagne Musée du Jouet

- Moissac Musée des arts et traditions populaires

- Molsheim Musée d'Histoire et d'Archéologie de la Chartreuse

- Montaigu Musée du Nord de la Vendée

- Montargis Musée du Gâtinais
  - Musée Girodet

- Montauban Musée d'Histoire Naturelle Victor-Brun
  - Musée Ingres Bourdelle

- Montbard Musée Buffon
  - Musée des Beaux-Arts

- Montbéliard Musée d'Art et d'Histoire
  - Musée du Château des Ducs de Würtemberg

- Montbrison Musée d'Allard
  - Musée de la Diana

- Mont-de-Marsan Musée Despiau Wlérick

- Montélimar Musée du château des Adhémar

- Montereau Musée de La Faïence

- Montfort Ecomusée du Pays de Montfort

- Montfort-en-Chalosse Musée de la Chalosse

- Montfort-l’Amaury Maison-musée Maurice Ravel

- Montgailhard Musée de la forge

- Montignac-Lascaux Musée Eugène Le Roy et des Vieux Métiers

- Montigny-le-Bretonneux Ecomusée – Musée de Saint-Quentin-en-Yvelines

- Montluçon Musée des Musiques Populaires

- Montmédy Musée Bastien-Lepage et de la Fortification

- Montmorency Musée Jean-Jacques Rousseau

- Montmorillon Musée Municipal

- Montpellier Agropolis – Museum de Montpellier
  - Musée Atger
  - Musée de l'administration militaire et du commissariat de l'armée de Terre
  - Musée de l'Infanterie
  - Musée du vieux Montpellier
  - Musée Fabre
  - Musée Fougau
  - Musée Languedocien
  - Musée Sabatier d'Eyspéran

- Montreuil Musée de l'histoire vivante

- Montreuil-sur-Mer Musée d'Art et d'histoire – Roger Rodière

- Montségur Musée Historique et Archéologique

- Montsoreau Schloss Montsoreau – Museum für zeitgenössische Kunst

- Montville Musée des Sapeurs-Pompiers de France

- Moret-sur-Loing Musée Municipal

- Morez Musée de la lunette

- Morlaix Musée des Jacobins

- Morosaglia Musée départemental Pascal Paoli

- Mortagne-au-Perche Musée percheron

- Mouilleron-en-Pareds Musée Clémenceau et de Lattre de Tassigny
  - Musée national de La Maison Natale du Maréchal de Lattre de Tassigny

- Moulins Musée Anne de Beaujeu
  - Musée du Bourbonnais

- Moulins-sur-Allier Centre National du Costume de Scène et de la Scénographie (CNCS)

- Mours-Saint-Eusèbe Musée d'Art Sacré

- Moustiers-Sainte-Marie Musée de La Faïence

- Moûtiers Musée de l'Académie de la Val d'Isère

- Mouzon Musée-Atelier Textile du Feutre

- Mozac Musée Lapidaire

- Mulhouse Musée de l'Automobile – Collection Schlumpf
  - Musée de l'Impression sur Etoffes
  - Musée des Beaux-Arts
  - Musée du Sapeur-Pompier
  - Musée EDF Electropolis
  - Musée Français du Chemin de Fer
  - Musée Historique
  - Musée minéralogique de la société industrielle

- Muret Musée Clément Ader

- Murol Musée municipal

- Murviel-lès-Montpellier Musée Municipal d'Archéologie

- Mussidan Musée des Arts et Traditions Populaires du Périgord du Dr André Voulgre

- Mussy-sur-Seine Musée de la Résistance

- Mutzig Musée Régional d'Armes

## N
- Nancray Musée de Plein Air des Maisons Comtoises

- Nancy Musée de l'Ecole de Nancy
  - Musée des Beaux-Arts de Nancy
  - Musée de Zoologie-Aquarium Tropical
  - Musée Historique Lorrain

- Nantes Musée départemental Dobrée
  - Musée des Beaux-Arts
  - Musée du Château des Ducs de Bretagne
  - Musée Jules Verne
  - Muséum d'Histoire Naturelle

- Nantua Musée départemental de l'histoire de la résistance et de la déportation de l'Ain et du Haut-Jura

- Narbonne Musée archéologique
  - Musée d'Art et d'Histoire
  - Narbo Via

- Naveil atelier Musée Louis Leygue

- Nemours Château-musée
  - Musée départemental de préhistoire d'Ile-de-France

- Nérac Musée du Château Henri IV

- Néris-les-Bains Musée Rieckotter

- Neuchâtel-en-Bray Musée Mathon Durand

- Neuf-Brisach Musée Vauban

- Neufchef-Hayange Musée des Mines de Fer

- Neuilly-sur-Seine Musée des Automates

- Nevers Musée Archéologique de la Porte du Croux
  - Musée Municipal Frédéric Blandin

- Nice Musée d'Art et d'Histoire
  - Musée d'Art Moderne et d'Art Contemporain

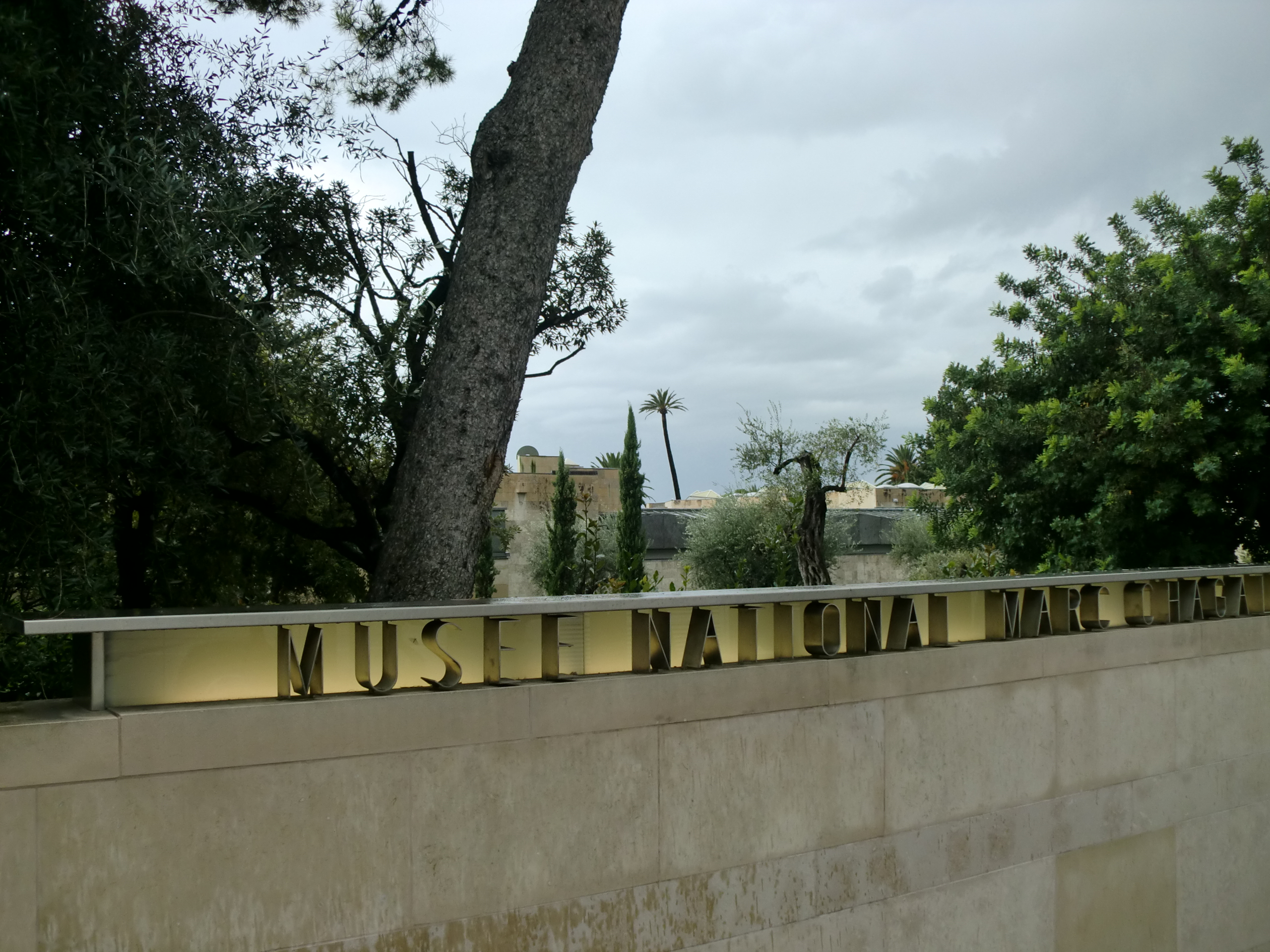
Musée national Message Biblique Marc Chagall

  - Musée de Paléontologie Humaine de Terra Amata
  - Musée des Arts Asiatiques
  - Musée des Arts et Traditions Populaires du Pays Niçois
  - Musée des Beaux-Arts
  - Musée et site archéologique Nice-Cemenelum
  - Musée International d'Art Naïf Anatole Jakovsky
  - Musée Matisse
  - Musée National de La Marine de Nice
  - Musée national Message Biblique Marc Chagall
  - Muséum d'histoire naturelle
  - Prieuré du Vieux-Logis

- Niederbronn-les-Bains Maison de l'Archéologie des Vosges du Nord

- Nîmes Carré d'Art – Musée d'Art Contemporain
  - Musée Archéologique
  - Musée des Beaux-Arts
  - Musée d'Histoire Naturelle et de Préhistoire
  - Musée du Vieux Nîmes

- Niort Musée Bernard d’Agesci
  - Musée d'histoire naturelle
  - Musée du Donjon

- Nogent Musée de la Coutellerie

- Nogent-le-Rotrou Musée Municipal

- Nogent-sur-Marne Musée Municipal

- Nogent-sur-Seine Musée Paul Dubois – Alfred Boucher

- Noirmoutier-en-l’Île Musée de la construction navale artisanale
  - Musée du Château

- Nontron Musée départemental de la Poupée et du Jouet

- Notre-Dame-de-Bliquetuit Ecomusée de la Basse-Seine

- Notre-Dame-de-Bondeville Musée Industriel de la Corderie Vallois

- Nouméa (Nouvelle Calédonie) Musée Territorial de Nouvelle-Calédonie

- Noyer-sur-Serein Musée municipal d'Art Naïf

- Noyon Musée Calvin
  - Musée du Noyonnais

- Nuits-Saint-Georges Musée municipal

## O
- Oltingue Musée Paysan

- Orange Musée Municipal

- Orbec Musée Municipal Le Vieux-Manoir

- Orgnac-l’Aven Musée Régional de Préhistoire d'Orgnac

- Origny-en-Thiérache Musée Monseigneur Pierre Pigneau de Behaine

- Orléans Musée des Beaux-Arts
  - Musée Historique et Archéologique de l'Orléanais
  - Muséum des sciences naturelles

- Ornans Musée Gustave Courbet

- Ouessant Ecomusée de l'Ile d'Ouessant – Maisons du Niou Huella
  - Musée des Phares et Balises

- Oulches-la-Vallée-Foulon Espace muséographique de la Caverne du dragon

- Oyonnax Musée du Peigne et de la Plasturgie

## P
- Papeari (Tahiti) Musée Gauguin de Papeari

- Paray-le-Monial Musée eucharistique du Hiéron

- Parçay-les-Pins Musée Jules Desbois

- Paris
  - Aquarium tropical – palais de la Porte dorée
  - Bibliothèque – musée de l'Opéra
  - Collections historiques de la Préfecture de Police
  - Galeries du Panthéon Bouddhique
  - La Cinémathèque française – Musée du Cinéma
  - Les Catacombes de Paris
  - Maison de Balzac de Paris
  - Maison de Victor Hugo
  - Mémorial du maréchal Leclerc de Hauteclocque et de la Libération de Paris – musée Jean Moulin
  - Musée Bouchard
  - Musée Bourdelle
  - Musée Carnavalet – musée d'Histoire de Paris
  - Musée Cernuschi
  - Musée Cognacq-Jay
  - Musée d'Art et d'Histoire du Judaïsme
  - Musée d'Art Moderne de la Ville de Paris
  - Musée de la Chasse et de la Nature
  - Musée de la Franc-Maçonnerie
  - Musée de la Mode et du Textile
  - Musée de La Musique
  - Musée de La Poste
  - Musée de la Publicité
  - Musée de L'Armée
  - Musée de l'Assistance Publique – Hôpitaux de Paris
  - Musée de La vie romantique
  - Musée de l'Histoire de France
  - Musée de l'Ordre de la Libération
  - Musée de Minéralogie de l'Ecole nationale Supérieur des Mines de Paris
  - Musée de Montmartre
  - Musée d’Ennery
  - Musée de Radio France
  - Musée des Arts Asiatiques Guimet
  - Musée des arts décoratifs
  - Musée des arts et métiers
  - Musée des civilisations de l'Europe et de la Méditerranée
  - Musée des monnaies et médailles
  - Musée des Plans-Reliefs de Paris
  - Musée d'Histoire de la Médecine
  - Musée d’Orsay
  - Musée du Cabinet des Médailles de la Bibliothèque Nationale de France
  - Musée du Louvre
  - Musée du Luxembourg
  - Musée du Moyen Age – thermes et hôtel de Cluny
  - Musée du Petit Palais de Paris – Palais des Beaux-Arts
  - Musée du Quai Branly
  - Musée du Service de Santé des Armées de Paris
  - Musée Galliéra – Musée de la Mode de la Ville de Paris
  - Musée Jacquemart-André
  - Musée Jean-Jacques Henner
  - Musée Lénine
  - Musée Marmottan Monet
  - Musée National d’Art Moderne
  - Musée national de la Légion d'Honneur et des Ordres de Chevalerie
  - Musée national de La Marine
  - Musée national des monuments français
  - Musée National du Sport
  - Musée national Ernest Hébert
  - Musée national Eugène Delacroix
  - Musée Gustave Moreau
  - Musée de l’Orangerie
  - Musée national Picasso
  - Musée Nissim de Camondo
  - Musée Pasteur
  - Musée Rodin
  - Musée Zadkine
  - Muséum national d’histoire naturelle – Galerie d'anatomie comparée et de paléontologie
  - Muséum national d'histoire naturelle – Galerie de Minéralogie, Géologie et Paléobotanique
  - Muséum national d'histoire naturelle – Galerie d’entomologie
  - Muséum national d'histoire naturelle – Grande Galerie de l'Evolution
  - Muséum national d'histoire naturelle – Ménagerie
  - Muséum national d'histoire naturelle – Musée de l’Homme
  - Muséum national d'histoire naturelle – Serres tropicales et Mexicaines

- Parthenay Musée Georges Turpin

- Pau Musée béarnais
  - Musée Bernadotte
  - Musée des Beaux-Arts
  - Musée des Parachutistes de Pau
  - Musée national du château

- Périgueux Musée d'art et d'archéologie du Périgord
  - Musée militaire – souvenirs du Périgord

- Péronne Historial de la Grande Guerre
  - Musée Alfred Danicourt

- Pérouges Musée du vieux Pérouges

- Perpignan Casa Pairal – Joseph Deloncle Musée catalan des Arts et Traditions populaires
  - Musée archéologique de Ruscino
  - Musée des monnaies et médailles Joseph Puig
  - Musée des Beaux Arts Hyacinthe Rigaud
  - Muséum d'histoire naturelle

- Petit-Couronne Musée départemental Pierre Corneille

- Petite-Roselle Musée La Mine, Carreau Wendel

- Pézenas Musée de Vulliod Saint-Germain

- Pfaffenhoffen Musée de l'Image Populaire

- Phalsbourg Musée Historique Militaire et Erckmann-Chatrian

- Pierre-de-Bresse Ecomusée de la Bresse Bourguignonne

- Pithiviers Musée d'art et d'histoire

- Piton-Saint-Leu Muséum Agricole et industriel – Stella matutina

- Plombières-les-Bains Musée Louis Français

- Pointe-à-Pitre Musée l'Herminier
  - Musée municipal Saint-John Perse
  - Musée Schoelcher

- Poissy Musée d'Art et d'Histoire
  - Musée du Jouet

- Poitiers Collection d'histoire naturelle
  - Musée de l'hypogée des Dunes
  - Musée du baptistère Saint-Jean
  - Musée Rupert de Chièvres
  - Musée Sainte-Croix

- Poligny Musée municipal

- Pommiers-en-Forez Musée du vieux Pommiers

- Pont-à-Mousson Musée Au fil du papier

- Pontarlier Musée de Pontarlier

- Pont-Audemer Musée Alfred Canel

- Pont-Aven Musée de Pont-Aven

- Pont-de-Vaux Musée Chintreuil

- Pontécoulant Musée du château

- Pont-l’Abbé Musée Bigouden

- Pontoise
  - Musée d’Art et d’Histoire Pissarro-Pontoise
  - Musée Tavet-Delacour

- Pont-Saint-Esprit Musée d'Art Sacré du Gard
  - Musée Paul-Raymond

- Port-Louis Musée de La Compagnie des Indes
  - Musée National de La Marine

- Port-Vendres Musée d’archéologie sous-marine

- Pouilly-sur-Loire Musée Ernest Guedon

- Pourcy Ecomusée de la Montagne de Reims

- Prahecq Conservatoire du machinisme agricole, musée des Ruralies

- Privas Musée de la terre ardéchoise

- Provins Musée de Provins et du Provinois

- Puget-Rostang Ecomusée du Pays de La Roudoule de Puget-Rostang

- Punaauaia (Tahiti) Musée de Tahiti et des Iles de Punaauia

## Q
- Quimper Musée départemental Breton
  - Musée des Beaux-Arts

- Quinson Musée de Préhistoire des gorges du Verdon

## R
- Rabastens Musée du pays rabastinois

- Rambouillet Musée Rambolitrain

- Régina Ecomusée de l'approuague

- Reichshoffen Musée Historique et Industriel – Musée du Fer

- Reims Ancien Collège des Jésuites
  - Musée des Beaux-Arts
  - Musée-Hôtel le Vergeur
  - Musée Saint-Remi

- Remiremont Musée Charles Friry
  - Musée Municipal Charles de Bruyère

- Renazé Musée de l'Ardoise

- Rennes Ecomusée du Pays de Rennes
  - Musée de Bretagne
  - Musée des Beaux-Arts

- Rethel Musée du Rethélois et du Porcien

- Retournac Musée des Manufactures de Dentelle

- Reulle-Vergy Musée des Arts et Traditions Populaires des Hautes-Côtes

- Ribeauvillé Musée Municipal

- Richelieu Musée de l'Hôtel de Ville de Richelieu

- Riez-la-Romaine Musée archéologique

- Riom Musée Francisque Mandet
  - Musée régional d'Auvergne

- Riorges Musée de la Maille

- Riquewihr Musée du Dolder

- Rivière-Pilote Ecomusée de la Martinique

- Rixheim Musée du Papier Peint

- Roanne Ecomusée du Roannais
  - Musée Joseph Déchelette

- Rocamadour Musée d'art Sacré – Francis Poulenc

- Rochechouart Musée départemental d'Art Contemporain

- Rochefort Maison Pierre Loti
  - Musée d'Art et d'Histoire
  - Musée National de La Marine de Rochefort

- Rochetaillée-sur-Saône Musée de l'Automobile Henri Malartre

- Rocquencourt Muséum national d'histoire naturelle Arboretum de Chèvreloup

- Rodez Musée Fenaille
  - Musée des Beaux-Arts Denys Puech
  - Musée Soulages

- Romanèche-Thorins Musée Guillon du Compagnonnage

- Romans Musée International de la Chaussure

- Romenay Musée du Terroir

- Romorantin-Lanthenay Musée de Sologne

- Roquefort-sur-Soulzon Musée Municipal d'Archéologie

- Roubaix Musée d'Art et d'Industrie – La Piscine

- Rouen Musée de la Céramique
  - Musée départemental des Antiquités de la Seine-Maritime
  - Musée des Beaux-Arts
  - Musée Flaubert et d'Histoire de la Médecine
  - Musée Le Secq des Tournelles
  - Musée National de l'Education
  - Musée Pierre Corneille – Maison natale
  - Muséum d'histoire naturelle

- Rouffach Musée du Baillage

- Royan Musée municipal

- Rueil-Malmaison Musée d'histoire locale – mémoire de la ville
  - Musée national de Malmaison et Boi-Préau

- Rumilly Musée de l'Albanais

- Ruynes-en-Margeride Ecomusée de la Margeride

## S
- Sabres Ecomusée de la Grande Lande Marquèze

- Saché Musée Balzac

- Sains-du-Nord Maison du Bocage de Sains-du-Nord

- Saint-Amand-en-Puisaye Musée du Grès

- Saint-Amand-les-Eaux Musée municipal

- Saint-Amand-Montrond Musée Saint-Vic

- Saint-Amarin Musée Serret

- Saint-Antonin-Noble-Val Musée de préhistoire

- Saint-Arcons-d'Allier Musée du fer blanc ancien et moderne

- Saint-Avit-Sénieur Musée de site médiéval

- Saint-Bertrand-de-Comminges Musée archéologique

- Saint-Brieuc Musée d'Art et d'Histoire

- Saint-Calais Bibliothèque-musée

- Saint-Cannat Musée Suffren et du Vieux Saint-Cannat

- Saint-Chamas Musée municipal

- Saint-Christol d'Albion Musée Marceau Constantin

- Saint-Claude Musée de l’Abbaye / donations Guy Bardone – René Genis

- Saint-Cloud Musée des Avelines

- Saint-Cyr-la-Rosière Ecomusée du Perche

- Saint-Cyr-sur-Menthon Musée de la Bresse – Domaine des Planons

- Saint-Cyr-sur-Morin Musée des Pays de Seine-et-Marne

- Saint-Denis Musée Léon Dierx
  - Muséum d'histoire naturelle de La Réunion

- Saint-Denis Musée d’art et d’histoire Paul Eluard

- Saint-Dié Musée Pierre Noël – musée de la vie dans les Vosges

- Saint-Dizier Musée Municipal

- Sainte-Léocadie Musée de Cerdagne

- Sainte-Maure-de-Touraine Musée municipal

- Sainte-Menehould Musée de Sainte-Menehould

- Saint-Emilion Musée d'histoire et d'archéologie

- Sainte-Opportune-la-Mare Maison de La Pomme et Forge de Sainte-Opportune-La-Mare

- Saintes-Maries-de-la-Mer Musée Baroncelli

- Saintes Musée Archéologique
  - Musée de l'Echevinage
  - Musée du Présidial
  - Musée Dupuy – Mestreau

- Saint-Étienne-le-Molard Château de la Bastie d'Urfé

- Saint-Etienne Musée d'Art et Industrie
  - Musée d'Art Moderne
  - Musée de la Mine
  - Musée des Amis du Vieux Saint-Etienne

- Saint-Flour Musée Alfred-Douët
  - Musée de la Haute Auvergne

- Saint-Frajou Musée de peinture

- Saint-Gaudens Musée Municipal

- Saint-Germain-de-Livet Musée de Lisieux

- Saint-Germain-du-Bois Maison Collinet – l'Agriculture Bressane – Ecomusée de la Bresse

- Saint-Germain-en-Laye Musée d'archéologie nationale
  - Musée départemental Maurice Denis
  - Musée municipal

- Saint-Germain-Laval Musée municipal

- Saint-Gilles-Les-Hauts Musée historique de Villèle

- Saint-Gilles Musée Maison Romane

- Saint-Guilhem-le-Désert Musée de l'Abbaye de Saint-Guilhem-Le-Désert

- Saint-Hilaire-de-Riez Musée de la Bourrine du Bois Juquaud

- Saint-Jean-Bonnefonds Maison du Passementier

- Saint-Jean d'Angely Musée des Cordeliers

- Saint-Jean-du-Gard Musée des vallées cévenoles

- Saint-Joachim Musées du parc naturel régional de Brière

- Saint-Just-Saint-Rambert Musée des Civilisations

- Saint-Lambert-du-Lattay Musée de la Vigne et du Vin d'Anjou

- Saint-Léger-Vauban Maison Vauban

- Saint-Lizier Musée du Palais des Evêques

- Saint-Lô Musée des Beaux-Arts et d'Histoire
  - Musée du bocage normand, ferme de Boisjugan

- Saint-Louis Musée des arts décoratifs de l’Océan indien

- Saint-Maixent-l’École Musée du sous-officier

- Saint-Malo Musée d'Histoire et d'Ethnographie
  - Musée du Long-Cours Cap-Hornier

- Saint-Marcel-Malestroit Musée de la Résistance Bretonne

- Saint-Marcel Musée Archéologique d'Argentomagus

- Saint-Martin-de-Ré Musée Ernest Cognacq de Saint-Martin-de-Ré

- Saint-Martin-en-Bresse La Maison de la Forêt et du Bois de Saint-Martin-en-Bresse

- Saint-Michel-de-Montjoie Musée du Granit

- Saint-Michel-en-Thiérache Musée de la vie rurale et forestière

- Saint-Mihiel Musée départemental d'art sacré

- Saint-Nazaire Ecomusée de Saint-Nazaire

- Saint-Nicolas-d’Aliermont Musée de l'Horlogerie

- Saint-Omer Musée de l'Hôtel Sandelin
  - Musée Henri Dupuis

- Saint-Ouen Musée municipal

- Saint-Paul-de-Varax Musée Louis-Jourdan
- Saint-Paul-de-Vence Fondation Maeght

- Saint-Paul-Trois-Châteaux Musée d'Archéologie Tricastine de Saint-Paul-Trois-Châteaux; Salle d'exposition de l'Archidiacre

- Saint-Pierre-de-Chartreuse Musée de la Grande Chartreuse

- Saint-Pierre de la Martinique Musée vulcanologique

- Saint-Pierre-d’Oléron Musée de l’Île d’Oléron

- Saint-Pierre-et-Miquelon Musée-Archives de Saint-Pierre-et-Miquelon

- Saint-Pierre-sur-Dives Musée des techniques fromagères

- Saint-Pol-sur-Ternoise Musée d'art et d'histoire

- Saint-Pons-de-Thomières Musée Municipal de Préhistoire Régionale

- Saint-Quentin Musée Antoine Lécuyer
  - Musée entomologique

- Saint-Raphaël Musée d'Histoire, de Préhistoire et d'Archéologie sous marine de Saint-Raphaël

- Saint-Rémy-de-Provence Musée des Alpilles – Pierre de Brun de Saint-Rémy-de-Provence
  - Musée Estrine

- Saint-Rémy-lès-Chevreuse Collections de la Fondation de Coubertin

- Saint-Riquier Musée départemental de l'Abbaye de Saint-Riquier

- Saint-Rivoal Ecomusée des Monts d'Arrée – Cornec

- Saint-Romain-en-Gal Musée gallo-romain

- Saint-Sauveur-en-Puisaye Musée Colette

- Saint-Sauveur-le-Vicomte Musée Barbey d'Aurevilly

- Saint-Sever Musée des Jacobins

- Saint-Tropez L'Annonciade – Musée de Saint-Tropez
  - Musée de la citadelle

- Saint-Vaast-la-Hougue Musée Maritime de l'Ile Tatihou

- Sainville Musée Farcot

- Salins-les-Bains Musée des Salines
  - Musée Max Claudet

- Sallèles-d’Aude Amphoralis – musée des potiers

- Salles-la-Source Musée des arts et métiers

- Salmiech Musée du Charroi Rural

- Salon-de-Provence Château-Musée de l'Empéri Art et Histoire Militaires
  - Musée de Salon et de la Crau

- Samadet Musée de la Faïence et des Arts de la table

- Samer Musée Cazin

- Sampigny Musée départemental Raymond Poincaré

- Sanary-sur-Mer Musée Frédéric Dumas

- Sanguinet Musée d'Archéologie Sublacustre

- Sarlat Musée de Sarlat et du Périgord noir

- Sarran Musée du Président Jacques Chirac

- Sarrebourg Musée du Pays de Sarrebourg

- Sarreguemines Moulin de La Blies
  - Musée de la Faïence

- Sars-Poteries Musée-Atelier du Verre

- Sartène Musée départemental de Préhistoire Corse

- Sauliac-sur-Célé Cuzals, Musée du Lot

- Saulieu Musée François Pompon

- Sault Musée municipal

- Saumur Château-Musée
  - Musée de l'Arme Blindée Cavalerie
  - Musée des Blindés

- Sauveterre-la-Lémance Musée de Préhistoire Laurent Coulonges

- Saverne Musée du Château des Rohan

- Savigné-sur-Lathan Musée du savignéen

- Savigny-en-Véron Ecomusée du Véron

- Savigny-le-Temple Ecomusée de Savigny-le-Temple

- Sceaux Musée de l'Ile-de-France

- Sedan Musée de Sedan

- Sées Musée départemental d'art sacré

- Semur-en-Auxois Musée Municipal

- Senlis Musée d'Art et d'Archéologie
  - Musée de la Vénerie
  - Musée de l'Hôtel de Vermandois

- Sens Musée municipal

- Sérignan Musée régional d’Art contemporain Occitanie

- Serrières Musée des Mariniers du Rhône

- Sète Musée Paul Valéry

- Seuilly Musée Rabelais

- Sèvres Musée national de la Céramique

- Seyssel Musée du Bois

- Sigean Musée des Corbières

- Sisteron Musée Gallo-Romain

- Soissons Abbaye Saint-Jean des Vignes
  - Musée de Soissons

- Solliès-Ville Musée Jean Aicard

- Solutré-Pouilly Musée départemental de Préhistoire

- Souillac Musée de l'Automate

- Soullans Musée Charles Milcendeau – Jean Yole de Soullans

- Souvigny Musée du Pays de Souvigny et de La Colonne du Zodiaque

- Soyons Musée Archéologique

- Stenay Musée Européen de la Bière

- Strasbourg Cabinet des Estampes et des Dessins
  - Musée Alsacien
  - Musée Archéologique
  - Musée d'Art Moderne et Contemporain
  - Musée de La Conscription
  - Musée de l'Œuvre Notre-Dame
  - Musée des Arts Décoratifs
  - Musée des Beaux-Arts
  - Musée Historique de la Ville de Strasbourg
  - Musée Zoologique

- Suresnes Musée de la Colombophilie
  - Musée des Transmissions
  - Musée René Sordes

## T
- Tarbes Musée Massey

- Tautavel Musée de Préhistoire

- Tende Musée des Merveilles de Tende

- Tergnier Musée de la résistance et de la déportation

- Thann Musée des Amis de Thann

- Thésée Musée archéologique

- Thiers Musée de la Coutellerie de Thiers

- Thionville Musée de La Tour-aux-Puces de Thionville

- Thizy Ecomusée du Haut Beaujolais

- Thônes Musée du Pays de Thônes

- Thonon-les-Bains Musée du Chablais

- Thouars Musée Henri Barré

- Tilly-sur-Seulles Musée de la bataille

- Tomblaine Musée de l'Aéronautique de Nancy-Essey

- Tonnerre Musée Municipal

- Torigni-sur-Vire Musée Arthur-Le-Duc

- Toul Musée Municipal

- Toulon Musée d'Art
  - Musée des Arts Asiatiques
  - Musée du Vieux-Toulon
  - Musée National de La Marine
  - Muséum d'histoire naturelle

- Toulouse les Abattoirs musée d'art moderne
  - Musée des Augustins
  - Musée des Transports, du Tourisme et des Communications
  - Musée du Vieux-Toulouse
  - Musée Georges Labit
  - Musée Paul Dupuy
  - Musée Saint-Raymond
  - Muséum d'Histoire Naturelle

- Tourcoing Musée des Beaux-Arts

- Tournon Musée du Rhône

- Tournus Hôtel-Dieu – Musée Greuze
  - Musée bourguignon-Perrin de Puycousin

- Tours Musée de La Société Archéologique de Touraine
  - Musée des Beaux-Arts
  - Musée des Equipages Militaires et du Train
  - Musée des Vins de Touraine
  - Musée du Compagnonnage
  - Muséum d'histoire naturelle

- Trégarvan Musée de l'Ecole Rurale en Bretagne

- Trélazé Musée de L'Ardoise

- Trélon Atelier-Musée du Verre de Trélon

- Trouville-sur-Mer Musée de la villa Montebello

- Troyes Maison de l'Outil et de La Pensée Ouvrière
  - Musée d'Art d'Archéologie et de Sciences Naturelles
  - Musee d'Art Moderne Donation Pierre et Denise Lévy
  - Musée de la Bonneterie et de l'histoire de Troyes et de la Champagne
  - Pharmacie-Musée de l'Hôtel-Dieu

- Tulle Musée du Cloître de Tulle André Mazeyrie

## U
- Ungersheim Ecomusée de Haute-Alsace

- Ussel Musée du Pays d'Ussel

- Usson-en-Forez Ecomusée des Monts du Forez

- Uzès Musée d'Uzès – Georges Borias

## V
- Vachères Musée archéologique

- Vaison-la-Romaine Musée Archéologique Théo Desplans

- Valence Musée de Valence
  - Musée des Spahis

- Valenciennes Musée des Beaux-Arts

- Vallauris Musée Magnelli, Musée de la Céramique de Vallauris
  - Musée National Picasso "La Guerre et la Paix"

- Valognes Musée régional du cidre et du calvados

- Valréas Musée du Cartonnage et de l'Imprimerie

- Vannes Musée de La Cohue
  - Musée d'Histoire et d'Archéologie

- Varennes-en-Argonne Musée d'Argonne

- Varzy Musée Auguste Grasset

- Vassieux-en-Vercors Musée de la Préhistoire du Vercors de Vassieux-en-Vercors

- Vaucouleurs Musée Johannique

- Vayrac Musée municipal

- Vendôme Musée municipal

- Verdun Musée de La Princerie

- Verdun-sur-le-Doubs La Maison du Blé et du Pain

- Vernon – Musée Blanche Hoschedé-Monet

- Versailles Domaine national de Versailles – Le Grand Trianon
  - Domaine national de Versailles – Le Petit Trianon
  - Domaine national de Versailles – Musée des Carrosses
  - Domaine National de Versailles – Le château
  - Les Grandes Heures du Parlement
  - Musée Lambinet

- Vervins Musée de La Thiérache

- Vesoul Musée Georges Garret

- Vézelay Musée Zervos

- Vichy Musée des arts africains et asiatiques (maison du missionnaire)

- Vic-sur-Seille Musée départemental Georges de La Tour

- Vienne Musée-Cloître Saint-André-Le-Bas de Vienne
  - Musée des Beaux-Arts et d'Archéologie
  - Musée lapidaire Saint-Pierre

- Vierzon Musée Fours Banaux
  - Musée de Vierzon

- Vieux Musée et sites archéologiques de Vieux-la-Romaine

- Vif Musée Champollion

- Villandraut Musée Municipal

- Villars-les-Dombes Musée de la Dombes

- Villedieu-les-Poêles Musée de La Poëslerie

- Villefranche-de-Lonchat Musée municipal

- Villefranche-de-Rouergue Musée Municipal Urbain Cabrol

- Villefranche-sur-Mer Musée d'Art et d'Histoire

- Villefranche-sur-Saône Musée municipal Paul Dini

- Villeneuve d'Ascq Musée d'Art Moderne de Villeneuve d'Ascq

- Villeneuve-lez-Avignon Musée Pierre-de-Luxembourg

- Villeneuve-sur-Lot Musée Gajac

- Villeneuve-sur-Yonne Musée Villeneuvien

- Villequier Musée Victor Hugo

- Villers-Cotterêts Musée Alexandre Dumas

- Villers-sur-Mer Musée paléontologique

- Villevêque Musée du château

- Villiers-Saint-Benoît Musée d'Art et d'histoire de Puisaye

- Villiers-sur-Marne Musée Emile Jean

- Vincennes Musée de la Symbolique Militaire

- Vire Musée municipal

- Vitré Château-Musée des Rochers-Sévigné
  - Musée du Château
  - Musée Saint-Nicolas

- Vitry-sur-Seine Musée d’art contemporain du Val-de-Marne

- Vizille Musée de la Révolution française

- Voiron Musée Mainssieux

- Volvic Musée Marcel-Sahut

- Vulaines-sur-Seine Musée départemental Stéphane Mallarmé

## W
- Waldersbach Musée Jean-Frédéric Oberlin

- Wingen-sur-Moder Musée Lalique

- Wissembourg Musée Westercamp

- Woerth Musée de La Bataille du 6 août 1870

## Y
- Yvetot Musée Municipal des Ivoires

- Yzeures-sur-Creuse Musée de Minerve